# Abisso Laurenziano
L'Abisso Laurenziano è una depressione sottomarina situata di fronte alla costa del Canada nell'Oceano Atlantico.
Anche se dal punto di vista geologico non è propriamente un abisso, ma è assimilabile piuttosto a una fossa oceanica, con i suoi oltre 6000 metri di profondità è comunque uno dei punti più profondi dell'Atlantico.
L'abisso Laurenziano è il prodotto degli effetti delle glaciazioni e delle correnti sottomarine provenienti dal fiume San Lorenzo.
Nella fossa si trova un sistema di sorgenti idrotermali intorno alle quali ruota un proprio ecosistema che non dipende dalla luce solare.
L'abisso è posto approssimativamente alle coordinate 43°N e 56°W.

## Nella cultura di massa
L'abisso Laurenziano viene citato o compare in almeno tre pellicole cinematografiche:
viene nominato come punto di incontro tra il sottomarino sovietico e quello statunitense nel thriller di spionaggio del 1990 Caccia a Ottobre Rosso. Tuttavia il luogo non appare nel romanzo del 1984 di Tom Clancy da cui è stato tratto il film.
Nel film Transformers del 2007, i resti di Megatron, Blackout, Brawl e degli altri Decepticon sconfitti sono gettati nell'abisso, teorizzando che l'elevata pressione e le bassissime temperature della depressione avrebbero schiacciato e congelato i malvagi robot. Nel doppiaggio italiano del film viene erroneamente detto che l'abisso è il punto più profondo sulla Terra, mentre in realtà la profondità maggiore viene raggiunta nell'oceano Pacifico nell'abisso Challenger, all'interno della fossa delle Marianne, con i suoi 10994 metri di profondità.
In Transformers - La vendetta del caduto, séguito del precedente, l'abisso Laurenziano viene nuovamente citato quando alcuni Decepticon raggiungono il fondale marino dove si trovano i resti di Megatron, per resuscitarlo.